# لارس یوردسهوی
لارس یوردسهوی (دانمارکی: Lars Hjortshøj؛ زادهٔ ۳ ژوئن ۱۹۶۷) بازیگر، فیلم‌نامه‌نویس و صداپیشه اهل دانمارک است.
از فیلم‌ها یا سریال‌های تلویزیونی که وی در آن نقش داشته‌است، می‌توان به برادران، کوتاه و بلند و دلقک اشاره کرد.